# CANT Z.509
Il CANT Z.509 fu un idrovolante a scarponi da trasporto passeggeri e postale trimotore, monoplano ad ala bassa, sviluppato dalla divisione aeronautica dell'azienda italiana Cantieri Riuniti dell'Adriatico nei tardi anni trenta.
Progettato dall'ingegnere Filippo Zappata come modello transatlantico su specifiche della compagnia aerea Ala Littoria, pur dimostrando di possedere prestazioni, per l'epoca, eccezionali, paragonabili a quelle di un modello convenzionale terrestre, venne realizzato in soli tre esemplari che non operarono mai nel ruolo per i quali erano stati concepiti.
Il 12 dicembre 1939 vennero incorporati nella Regia Aeronautica.

## Storia del progetto
Nel 1937 la compagnia Ala Littoria, intenzionata a dotarsi di nuovi modelli idonei al trasporto di passeggeri, merci e posta aerea, per operare nelle future rotte transatlantica, in particolare quella di collegamento con l'America Meridionale, contattò la CRDA per la fornitura di tre prototipi da avviare a prove di valutazione.
L'azienda affidò il progetto all'ingegnere Filippo Zappata, a capo dell'ufficio tecnico delle Officine Aeronautiche, il quale decise di attingere alle precedenti esperienze nello sviluppo del CANT Z.506C, riprendendone la struttura generale ma introducendo un nuovo disegno della fusoliera, sensibilmente maggiorata, abbinandola all'ala già utilizzata nel CANT Z.505.
All'agosto del 1943 dei tre Z.509 prodotti, due esemplari risultavano ancora in servizio attivo:

## Utilizzatori
Italia
- Ala Littoria
- Regia Aeronautica